# أندرو دنت
أندرو دنت (بالإنجليزية: Andrew Dent)‏ هو جراح وطبيب أسترالي، ولد في 1 فبراير 1955 في Warragul ‏ في أستراليا، وتوفي في 10 يونيو 2008 في ملبورن في أستراليا.